# アデレード・ユナイテッドFC
アデレード・ユナイテッド・フットボール・クラブ（英語: Adelaide United Football Club）は、オーストラリアの中央南部、南オーストラリア州の州都アデレードをホームタウンとする、オーストラリアプロサッカーリーグ（Aリーグ）に加盟するプロサッカークラブ。

## 概略
2003年、それまでオーストラリアン・ナショナルサッカーリーグ(NSL)に所属していたアデレード・シティが撤退、1977年のNSL発足時から在籍していたチームの消滅により、アデレードからNSLチームが一時消滅することとなったため、同年9月設立され、僅か数週間で急遽選手を集め創設された。急造チームにも関わらず、チームは7連勝するなど快進撃を見せ、プレリミナリー・ファイナルに進出。パース・グローリーFCに敗れたものの、初年度として十分な成績を残した。しかしそのシーズンをもってNSLは終了、翌シーズンからAリーグが開催され、創設8チームの1つとなった。なおNSLからそのままAリーグに参加した3チームの1つである（他にパース・グローリー、ニューカッスル・ジェッツ）。
2009年2月、世界的な不況の煽りを受け、建設機器を扱う旧経営陣が経営から撤退。一時的に経営権がオーストラリアサッカー協会に譲度された。
2021年現在、これまでに6度（2007、2008、2010、2012、2016、2017）のAFCチャンピオンズリーグ出場経験を持ち、うち3度決勝トーナメント進出を果たしている。そのなかでもAFCチャンピオンズリーグ2008ではオーストラリア勢として初の決勝トーナメント進出を決め、決勝トーナメントでも鹿島アントラーズ、FCブニョドコルを破り決勝に進出。その決勝ではガンバ大阪に破れ準優勝となった。しかし、ガンバ大阪が優勝した事により「開催国以外のアジア最上位チーム枠」でのFIFAクラブワールドカップ2008出場を決め、本大会ではまたもガンバ大阪に敗れるも、5位決定戦でアフリカ王者のアル・アハリを下し世界5位に輝いた。

## タイトル

### 国内タイトル
- リーグ：1回
  - 2015–2016
- Aリーグレギュラーシーズン：2回
  - 2005-2006, 2015–2016
- プレシーズンカップ：2回
  - 2006, 2007
- FFAカップ：2回
  - 2014, 2018

## 過去の成績
| 年度    | レギュラーシーズン | ファイナルシリーズ |
| ------- | ------------------ | ------------------ |
| 2005-06 | 優勝               | 3位                |
| 2006-07 | 2位                | 2位                |
| 2007-08 | 6位                | ─                  |
| 2008-09 | 2位                | 2位                |
| 2009-10 | 10位               | ─                  |
| 2010-11 | 3位                | 4位                |
| 2011-12 | 9位                | ─                  |
| 2012-13 | 4位                | Elimination Final  |
| 2013-14 | 6位                | Elimination Final  |
| 2014-15 | 6位                | Elimination Final  |
| 2015-16 | 優勝               | 優勝               |
| 2016-17 | 9位                | -                  |
| 2017-18 | 5位                | Elimination Final  |
| 2018-19 | 4位                | ベスト4            |
| 2019-20 | 7位                | ─                  |
| 2020-21 | 5位                | ベスト4            |
| 2021-22 | 4位                | ベスト4            |

## 現所属メンバー
2023年2月7日現在 
注：選手の国籍表記はFIFAの定めた代表資格ルールに基づく。
| No. | Pos. |                | 選手名                        |
| --- | ---- | -------------- | ----------------------------- |
| 1   | GK   | オーストラリア | ジェームズ・デリアノフ        |
| 2   | DF   | オーストラリア | ハリー・ファン・デル・サーグ  |
| 3   | DF   | オーストラリア | ベン・ウォーランド            |
| 4   | DF   | オーストラリア | ニック・アンセル              |
| 6   | MF   | オーストラリア | ステファン・ムーク            |
| 7   | DF   | オーストラリア | ライアン・キット (キャプテン) |
| 8   | MF   | スペイン       | イサイア・サンチェス          |
| 9   | FW   | 日本           | 指宿洋史                      |
| 10  | MF   | イングランド   | ザック・クラフ                |
| 13  |      | オーストラリア | ラクラン・バー                |
| 17  | FW   | オーストラリア | ルカ・ヨヴァノビッチ          |
| 18  | MF   | オーストラリア | ジェイ・バーネット            |
| 21  | DF   | スペイン       | ハビ・ロペス                  |
| 22  | MF   | イングランド   | ライアン・タニクリフ          |
| 23  | MF   | オーストラリア | ルーク・デュゼル              |

| No. | Pos. |                | 選手名                     |
| --- | ---- | -------------- | -------------------------- |
| 26  | FW   | オーストラリア | ベン・ハロラン             |
| 27  | DF   | オーストラリア | ジョシュア・カヴァッロ     |
| 36  | MF   | オーストラリア | パナシェ・マダーニャ       |
| 37  | MF   | オーストラリア | ジョニー・ユル             |
| 40  | GK   | オーストラリア | イーサン・コックス         |
| 42  | MF   | オーストラリア | オースティン・アユビ       |
| 43  | DF   | オーストラリア | ジュゼッペ・ポヴァリーナ   |
| 49  | FW   | オーストラリア | ムサ・トゥーレ             |
| 51  | DF   | オーストラリア | パナギオティス・キキアニス |
| 54  | DF   | オーストラリア | ベイリー・オニール         |
| 55  | MF   | オーストラリア | イーサン・アラギッチ       |
|     |      |                |                            |
|     |      |                |                            |

監督
- カール・ヴァールト

## 歴代監督
- ジョン・コズミーナ 2003-2007
- アウレリオ・ヴィドマー 2007-2010
- リニ・クーレン 2010-2011
- ジョン・コズミーナ 2011-2013
- マイケル・ヴァルカニス 2013
- ジョセフ・ゴンボウ 2013-2015
- ギジェルモ・アモール 2015-2017
- マルコ・クルツ 2017-2019
- ヘルトヤン・フェルベーク 2019-2020
- カール・ヴァールト 2020-

## 歴代所属選手

### GK
- ユージン・ガレコヴィッチ 2007-2017

### DF
- マイケル・ヴァルカニス 2003-2009
- ロバート・コーンスウェイト 2005-2011
- アンジェロ・コスタンツォ 2005-2009
- アルビン・チェッコリ 2008
- サーシャ・オグネノヴスキ 2008-2009
- マーク・ルダン 2009-2010
- エルサン・ギュリュム 2017-

### MF
- クリスティアン・サーキーズ 2007-2010
- マシュー・レッキー 2009-2011
- ダリオ・ヴィドシッチ 2011-2013
- アダム・グリフィス 2010
- ミゲル・パランカ 2015
- カリム・マトムール 2017
- ライリー・マッグリー 2016-2017, 2019-2020

### FW
- フェリックス・タガワ 2003
- シェーン・スメルツ 2003-2004
- アウレリオ・ヴィドマー 2003-2004
- フェルナンド・ルイス・レッキ 2005-2007
- トラヴィス・ドッド 2005-2011
- ロマーリオ 2006
- ネイサン・バーンズ 2006-2008
- ブルース・ジテ 2006-2008、2011-2016
- ポール・アゴスティーノ 2007-2009
- アンドウェレ・スロリー 2011
- トミ・ユーリッチ 2013
- マイケル・ズロ 2013-2014
- ライアン・グリフィス 2014
- パブロ・サンチェス 2014-2016
- セルジオ・ファン・ダイク 2010-2012, 2016
- ミハエル・マリア 2019-2020
- ジェームス・トロイージ 2019-2020
- 指宿洋史 2022-